# 2020 en Grèce
Chronologie de la Grèce
- 2016
- 2017
- 2018
- 2019
- 2020
- 2021
- 2022
- 2023
- 2024

Cette page concerne les évènements survenus en 2020 en Grèce

## Événements
- 3 janvier :  la Grèce proteste officiellement avec d'autres pays contre les plans de la Turquie de déployer des troupes en Libye[1].
- 5 janvier : la Grèce et Israël signent un accord pour construire le plus long gazoduc sous-marin du monde[2].
- 22 janvier : Élection présidentielle grecque de 2020 : Ekateríni Sakellaropoúlou est la nouvelle présidente grecque.
- février- : pandémie de Covid-19 en Grèce
- 26 avril :  deux incendies distincts dans un camp de réfugiés à Samos laissent une centaine de migrants sans abri, dont certains s'installent à Vathy (Samos)[3].
- 10 août- : Tensions territoriales avec la Turquie à propos de la délimitation des frontières maritimes entre les deux pays. La Turquie dépêche un navire d'exploration pétrolière escorté de bâtiments militaires à 60 milles marins au sud de Kastellórizo[4],[5].
- 2 septembre : la Grèce emprunte 2,5 milliards d'euros pour « pallier les conséquences économiques de la pandémie de Covid-19 »[6].
- 9 septembre : incendie du camp de migrants de Mória à Lesbos[7].
- 17-18 septembre : Cyclone Ianos.
- 14 octobre : procès d'Aube dorée, à la suite de l'assassinat de Pávlos Fýssas, en 2013[8]. Nikólaos Michaloliákos, chef du parti Aube dorée, et Ioánnis Lagós, député européen et ancien membre d’Aube dorée, sont condamnés à 13 ans de prison[9].
- 30 octobre : un séisme en mer Égée fait deux morts.

## Sortie de film
- Monday

## Sport
- Championnat de Grèce de football 2019-2020
- Championnat de Grèce de football 2020-2021
- Coupe de Grèce de football (2019-2020) (en)
- En raison de la pandémie de Covid19, la participation de la Grèce aux Jeux olympiques d'été de 2020, est reportée en 2021.

## Création
- 29 février : mise en service de la ligne 2 du train de banlieue de Patras
- 4 juin : Grecs pour la Patrie, parti politique.
- 22 juin : Extension de la ligne ferroviaire entre l'aéroport d'Athènes et Patras (en) de Kiato (en) à Aigio (en)
- 7 juillet : Stations Agía Varvára (en), Korydallós (en) et Níkea (en) de la ligne 3 du métro d'Athènes.

## Dissolution
- 9 août : Ethnos (journal) (en)

## Décès
- 3 janvier : Antonis Balomenákis (en), avocat et personnalité politique.
- 21 janvier : Katerína Angheláki-Rouk (en), poète et traductrice.
- 29 janvier : Yánnis Tseklénis, styliste.
- 12 février : Nikítas Venizélos (en), homme d'affaires.
- 27 février : Alki Zei, romancière.
- 14 février : Christophoros (en), religieux.
- 22 février : Kikí Dimoulá,  poétesse et essayiste.
- 26 février : Kóstas Voutsás, acteur.
- 2 mars : Yánnis Katsafádos (en), avocat et personnalité politique.
- 13 mars : Fílippos Petsálnikos (en), personnalité politique, président du Parlement hellénique.
- 30 mars : Manólis Glézos, personnalité politique, écrivain et communiste au KKE.
- 11 avril : Periklís Korovésis (en), écrivain et journaliste.
- 27 avril : Jeannette Pilou, soprano.
- 1er mai : Geórgios Zaïmis, navigateur.
- 3 mai : Yannis Hugh Seiradakis, astronome.
- 8 mai : Dimítrios Kremastinós, personnalité politique.
- 10 juillet : Panayótis Maniás, joueur de basket-ball.
- 5 août : Agáthonas Iakovídis, chanteur.
- 23 août : Yánnis Poulópoulos, auteur-compositeur-interprète.